# Coupe d'Europe des clubs champions de basket-ball 1984-1985
Navigation
Édition précédente Édition suivante
La Coupe d'Europe des clubs champions de basket-ball 1984-1985 est la 28e édition de la Coupe d'Europe des clubs champions de basket-ball masculine, compétition qui rassemble les meilleurs clubs de basket-ball du continent européen,.

## Format de compétition
- 25 équipes (uniquement les champions des ligues nationales européennes), évoluant selon un système de tournoi, disputent des tours préliminaires à domicile et à l'extérieur. Le score cumulé des deux matchs détermine le vainqueur.
- Les six équipes restantes après les phases éliminatoires accèdent à une phase de groupe. Le classement final est basé sur les victoires et les défaites. En cas d'égalité entre deux équipes ou plus après la phase de groupes, les critères suivants sont utilisés pour déterminer le classement final : 1) nombre de victoires en confrontation directe entre les équipes ; 2) différence de points entre les équipes ; 3) différence de points au sein du groupe.
- Les deux premiers de cette phase de groupe s'affrontent en finale, en une manche, sur terrain neutre.

## Tour préliminaire
Le tour se déroule les 21 et 22 septembre 1984.
| Équipe 1                | Score  | Équipe 2         | Aller  | Retour |
| ----------------------- | ------ | ---------------- | ------ | ------ |
| Achilléas Kaïmaklí (en) | 99–286 | Maccabi Tel Aviv | 43–143 | 56–143 |

## 1ertour
Le premier tour se déroule les 4 et 11 octobre 1984.
| Équipe 1        | Score   | Équipe 2              | Aller   | Retour |
| --------------- | ------- | --------------------- | ------- | ------ |
| CSKA Sofia      | 170-180 | Cibona Zagreb'        | 97–91   | 73–89  |
| NMKY Helsinki   | 170-167 | Nashua Den Bosch      | 87–81   | 83–86  |
| Klosterneuburg  | 132-195 | Real Madrid           | 63–103  | 69–92  |
| Partizan Tirana | 164-181 | Vevey                 | 87–79   | 77–102 |
| Steaua Bucarest | 191-245 | Maccabi Tel Aviv      | 103–114 | 88–131 |
| Sunair Ostende  | 165-159 | Murray Edimbourg      | 76–80   | 89–79  |
| T71 Dudelange   | 114-320 | CSKA Moscou           | 60–161  | 54–159 |
| Solent Stars    | 198-225 | Limoges CSP           | 101–114 | 97–111 |
| SISU            | 147-287 | Banco di Roma         | 87–146  | 60–141 |
| Efes Pilsen     | 157-134 | Rudá hvězda Pardubice | 80–62   | 77–72  |
| Budapest Honvéd | 170-190 | Granarolo Bologne     | 93–94   | 77–96  |
| Lech Poznań     | 173-179 | Panathinaïkós         | 86–83   | 87–96  |

## 2etour
Le deuxième tour se déroule les 1er et 8 novembre 1984.
| Équipe 1             | Score   | Équipe 2          | Aller  | Retour |
| -------------------- | ------- | ----------------- | ------ | ------ |
| NMKY Helsinki        | 178-190 | Cibona Zagreb     | 83-88  | 95-102 |
| Vevey Riviera Basket | 153-163 | Real Madrid       | 74-84  | 79-79  |
| Sunair Ostende       | 165-212 | Maccabi Tel Aviv  | 90-80  | 75-132 |
| CSKA Moscou          | 182-162 | Limoges CSP       | 101-93 | 81-69  |
| Efes Pilsen          | 130-163 | Banco di Roma     | 75-73  | 55-90  |
| Panathinaïkós        | 155-183 | Granarolo Bologne | 88-85  | 67-98  |

## Phase de groupe
Ce tour se dispute du 6 décembre 1984 au 14 mars 1985.
| Rang | Équipe            | Pts | J  | G | P | Pp  | Pc  | Diff |  | Résultats (dom.\ext.) |       |        |        |       | R     | B      |
| ---- | ----------------- | --- | -- | - | - | --- | --- | ---- |  | --------------------- | ----- | ------ | ------ | ----- | ----- | ------ |
| 1    | Cibona Zagreb     | 24  | 10 | 7 | 3 | 881 | 826 | 55   |  | Cibona Zagreb         |       | 99-90  | 88-77  | 95-77 | 97-83 | 96-89  |
| 2    | Real Madrid       | 24  | 10 | 7 | 3 | 933 | 874 | 59   |  | Real Madrid           | 87-89 |        | 100-76 | 84-72 | 97-90 | 95-90  |
| 3    | Maccabi Tel Aviv  | 22  | 10 | 6 | 4 | 861 | 878 | -17  |  | Maccabi Tel Aviv      | 88-87 | 101-97 |        | 87-81 | 95-86 | 90-76  |
| 4    | CSKA Moscou       | 18  | 10 | 4 | 6 | 823 | 819 | 4    |  | CSKA Moscou           | 65-71 | 85-97  | 79-67  |       | 97-77 | 102-84 |
| 5    | Banco di Roma     | 18  | 10 | 4 | 6 | 840 | 882 | -42  |  | Banco di Roma         | –-–   | 85-88  | 90-94  | 74-71 |       | 93-84  |
| 6    | Granarolo Bologne | 14  | 10 | 2 | 8 | 840 | 899 | -59  |  | Granarolo Bologne     | 81-72 | 87-98  | 94-86  | 83-94 | 72-73 |        |

## Finale
| 3 avril 1985 19h00 GMT |                                                          | Cibona Zagreb            | 87–78                                                      | Real Madrid |  | Stade de la Paix et de l'Amitié, Le Pirée Affluence : 14 500 Arbitres : Kóstas Rígas, Yvan Mainini |
| 3 avril 1985 19h00 GMT | Score par mi-temps : 39-38, 48-40                        |                          |                                                            |             |  | Stade de la Paix et de l'Amitié, Le Pirée Affluence : 14 500 Arbitres : Kóstas Rígas, Yvan Mainini |
| 3 avril 1985 19h00 GMT | Dražen Petrović, 36 Mihovil Nakić, 11 Dražen Petrović, 4 | Points Rebonds Passes d. | Wayne Robinson, 22 Wayne Robinson, 11 Robinson, Corbalán 2 |             |  | Stade de la Paix et de l'Amitié, Le Pirée Affluence : 14 500 Arbitres : Kóstas Rígas, Yvan Mainini |

## Équipe victorieuse
Joueurs : 
- No 4 Mihovil Nakić ( Yougoslavie)
- No 5 Aleksandar Petrović ( Yougoslavie)
- No 6 Adnan Bečić ( Yougoslavie)
- No 7 Zoran Čutura ( Yougoslavie)
- No 8 Igor Lukaćić ( Yougoslavie)
- No 10 Dražen Petrović ( Yougoslavie)
- No 11 Andro Knego ( Yougoslavie)
- No 12 Branko Vukićević ( Yougoslavie)
- No 13 Sven Ušić ( Yougoslavie)
- No 14 Ivo Nakić ( Yougoslavie)
- No 15 Franjo Arapović ( Yougoslavie)
- Dražen Anzulović ( Yougoslavie)
- Ivan Šoštarec ( Yougoslavie)
- Nebojša Razić ( Yougoslavie)

Entraîneur :  Mirko Novosel ( Yougoslavie)